# Бартоломео Євстахій
Бартоломео Євстахій [Eustachi (Eustachio, Eustachius) Bartolomeo, 1510—1574] — анатом епохи Відродження.
Народився в Сан-Северино-Марке. Освіту здобув у Римі на медичному факультеті знаменитого університету Sapienzarteria.
З 1539 року працював міським лікарем на батьківщині, а пізніше у герцога Урбіно. Величезний інтерес до класичної стародавності спонукав Бартоломео Євстахія зайняти в Римі посаду архіваріуса-бібліотекаря при дворі одного з кардиналів, де він мав можливість займатися гуманітарними науками і математикою.
У 1549 році був запрошений на кафедру анатомії в рідний університет. На початку своєї професорської діяльності він виступав як щирий прихильник К. Галена і захищав його вчення від нападок А. Везалія та його послідовників. Під впливом об'єктивних досліджень Бартоломео Євстахій поступово відійшов від старих галенівских догм і став брати активну участь у створенні засад нової медичної науки. Здійснив численні й різнобічні анатомічні дослідження. Вивчив і описав багато органів людини і тварин: серце, артерії і вени, нирки, грудну лімфатичну протоку, зуби, м'язи обличчя, глотки, шиї, симпатичну нервову систему. Відомі й важливі його дослідження органа слуху.
Результати багаторічної наукової діяльності Б. Євстахій готувався опублікувати у великому ілюстрованому анатомічному творі, який він, однак, не завершив. Частково ця праця була надрукована у Венеції під назвою «Анатомічні листи про органи слуху» (1562). Деякі таблиці були знайдені і опубліковані тільки в 1714 році Джованні Марія Ланчізі.

## Євстахієва труба
Євстахієва труба (синонім: слухова труба, tuba auditiva) — кістково-хрящовий канал, що з'єднує барабанну порожнину з носовою частиною глотки.

## Євстахієвий м'яз
Євстахієвий м'яз (синонім: м'яз, що напружує барабанну перетинку, musculus tensor tympani) — м'яз середнього вуха, що починається від хрящової стінки слухової труби, стінки м'язовотрубного каналу, ості клиноподібної кістки, кам'янистої частині скроневої кістки і прикріпляється до рукоятки молоточка поблизу його шийки; напружує барабанну перетинку.

## Євстахієва мигдалина
Євстахієва мигдалина (синонім: трубчаста мигдалина, tonsilia tubaria)— парна мигдалина, розташована на бічній стінці носової частини глотки у глоткового отвору слухової труби.

## Євстахієва заслінка
Євстахієва заслінка (синонім: заслінка нижньої порожнистої вени, сільвієв клапан, valvula vena cavae inferioris) — тонка складка ендокарда, що тягнеться від нижнього краю отвору нижньої порожнистої вени до медіальної стінки передсердя; у зародка направляє струмінь крові до овального отвору, у дорослого — частково редукована.